# Dolmen du Coll de la Llosa
Vous lisez un « bon article » labellisé en 2018.

Le dolmen du Coll de la Llosa est un dolmen situé à la limite des communes de Bouleternère, Casefabre et Saint-Michel-de-Llotes dans le département français des Pyrénées-Orientales. Il daterait du IVe millénaire av. J.-C., ce qui le relierait à la culture néolithique du Chasséen méridional, bien identifiée dans les Pyrénées-Orientales.

## Situation
Le dolmen est situé sur un col nommé Coll de la Llosa, à 592 m d'altitude,, dans la région naturelle des Aspres sur les contreforts orientaux du massif du Canigou, à l'est de la chaîne des Pyrénées. Comme tous les autres dolmens de la région, il a été édifié sur un point en hauteur, au cas particulier il domine à l'ouest le vallon profond de la rivière Boulès, juste au-dessus d'une de ses sources.
Plusieurs dolmens sont visibles à proximité, comme le dolmen de les Rieres (à 1,5 km au nord) et le dolmen de la Creu de la Llosa, ainsi qu'une pierre à cupules qui pourrait être un vestige de dolmen à seulement 150 m, sur le même col.
Le mot coll signifie « col », en catalan, la langue traditionnelle des Aspres. Dans cette même langue, une llosa est un large rocher plat. Différentes expressions de ce type désignant des rochers plats concernent en fait des dolmens qui ont ensuite donné leur nom au lieu qui les entoure,.

## Histoire
Le dolmen a servi de borne territoriale pour la délimitation des communes de Bouleternère, Casefabre et Saint-Michel-de-Llotes.  Un texte de 1828 mentionne que la limite entre Casefabre et Saint-Michel-de-Llotes « va se terminer par une autre ligne droite au col de la Llauze, à une grande pierre plate sur laquelle il y a plusieurs trous et quelques croix artistiquement gravées ». Son découvreur Eugène Devaux le situe sur le territoire de Casefabre tandis que les chercheurs catalans Carreras et Tarrús le placent à Saint-Michel-de-Llotes.
La première publication sur le dolmen est due à Eugène Devaux en 1934,. Il est ensuite étudié par Pierre Ponsich et Maurice Iché (publications en 1949), puis par Jean-Philippe Bocquenet en 1994 qui le restaure.

## Description
Le dolmen du Coll de la Llosa est un dolmen à couloir rétréci : il est constitué d'une chambre dolménique trapézoïdale prolongée par un couloir de 2,50 m de long pour environ 50 cm de large traversant un tumulus circulaire d'une dizaine de mètres de diamètre. Le dolmen est constitué de blocs de gneiss et de schiste prélevés sur place. L'axe du dolmen est orienté ouest-est, avec une entrée à l'est. Il suit les mouvements naturels du sol : un creux orienté ouest-est situé au sommet d'une butte, ce qui a facilité la construction en limitant les travaux de creusement d'un sol rocheux et l'apport de matériau pour la constitution du tumulus,. La dalle de couverture, en schiste, est large et épaisse (longueur : 1,50 m, largeur : 2,40 m, épaisseur : 35 cm en moyenne). Seule une des dalles de chevet semble avoir conservé sa position d'origine, les autres étaient inclinées ou avaient été déplacées bien avant la restauration du dolmen.

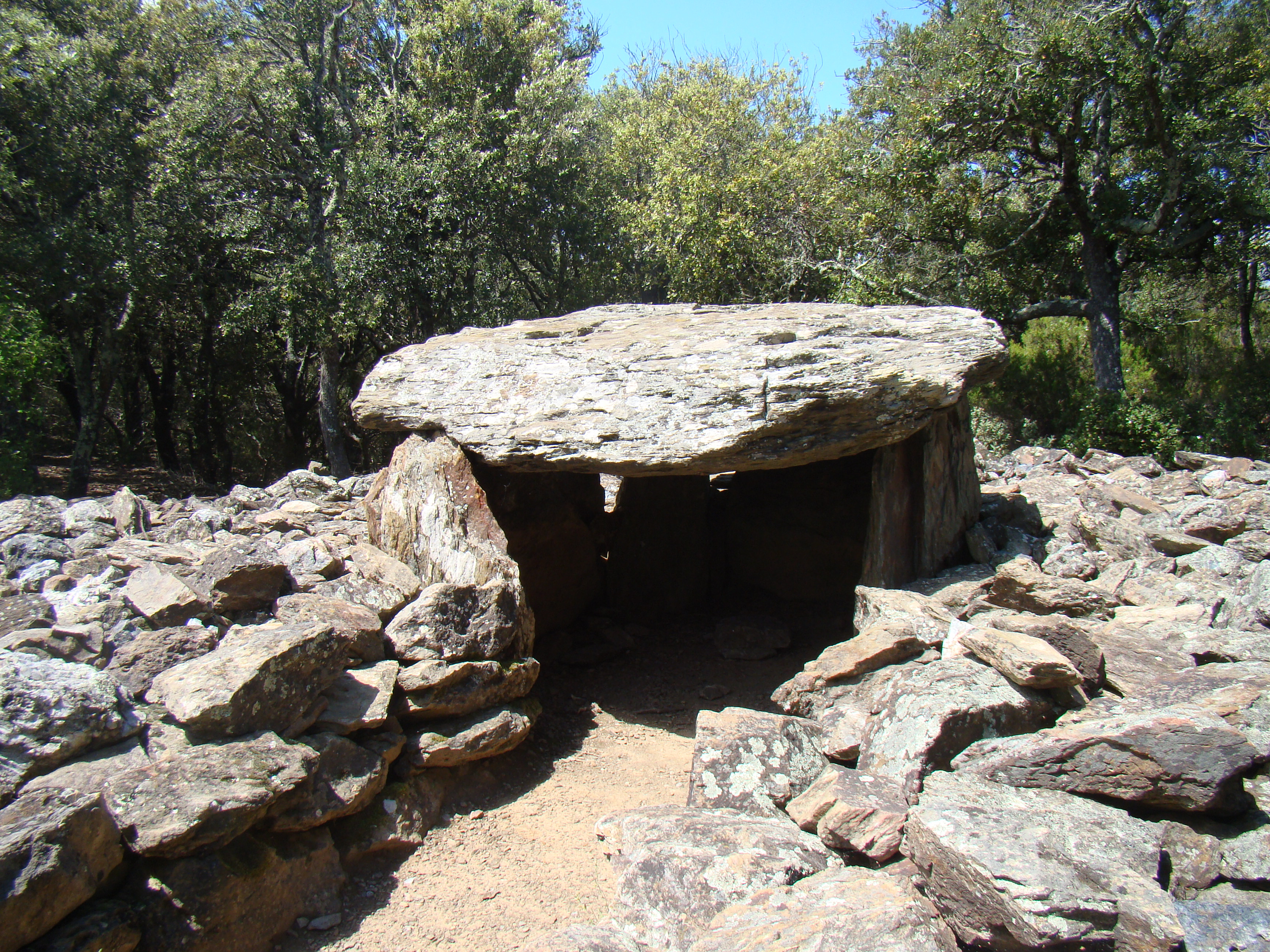
Couloir et dolmen.
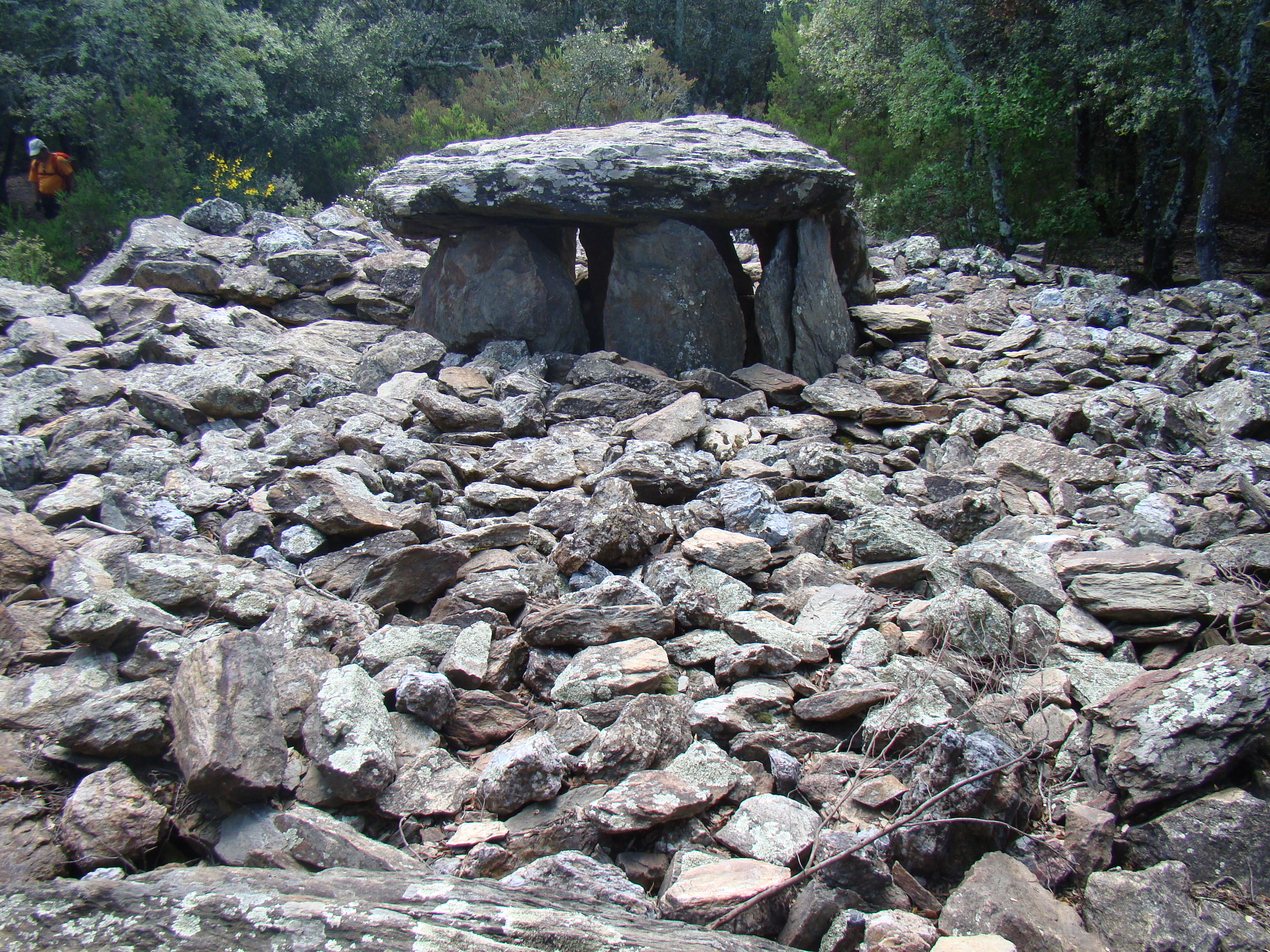
Tumulus.
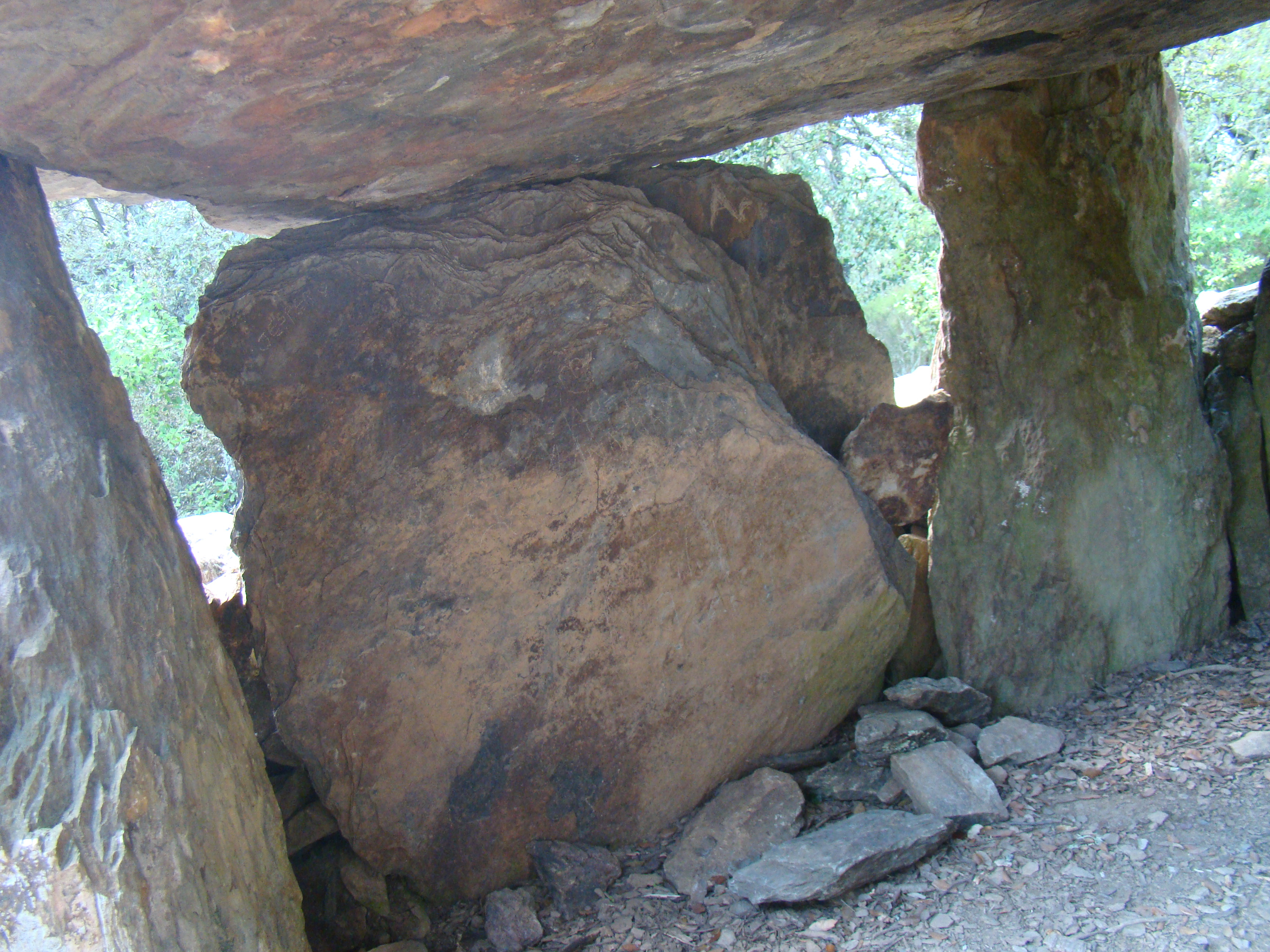
Intérieur de la chambre, côté gauche...
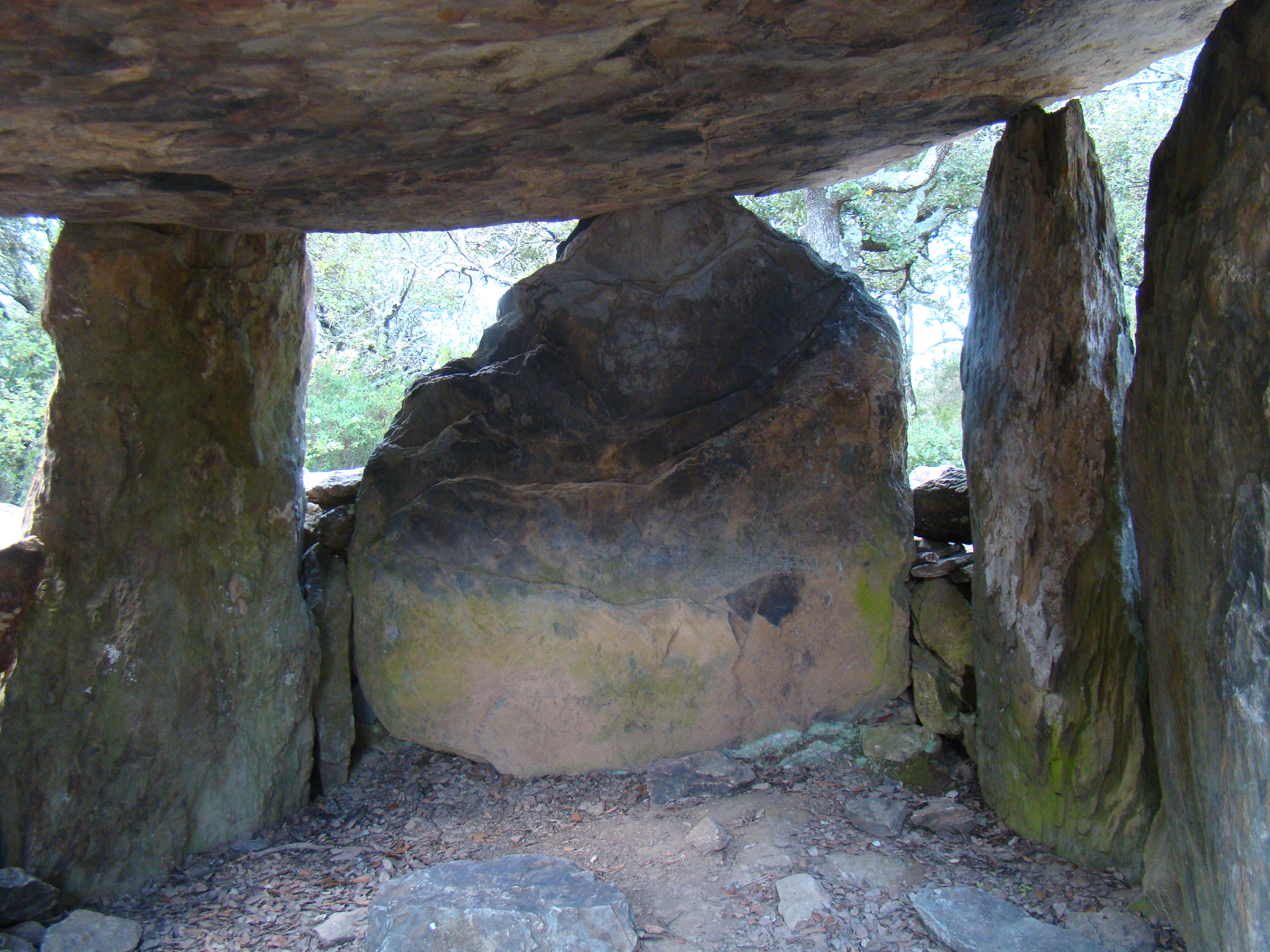
chevet...
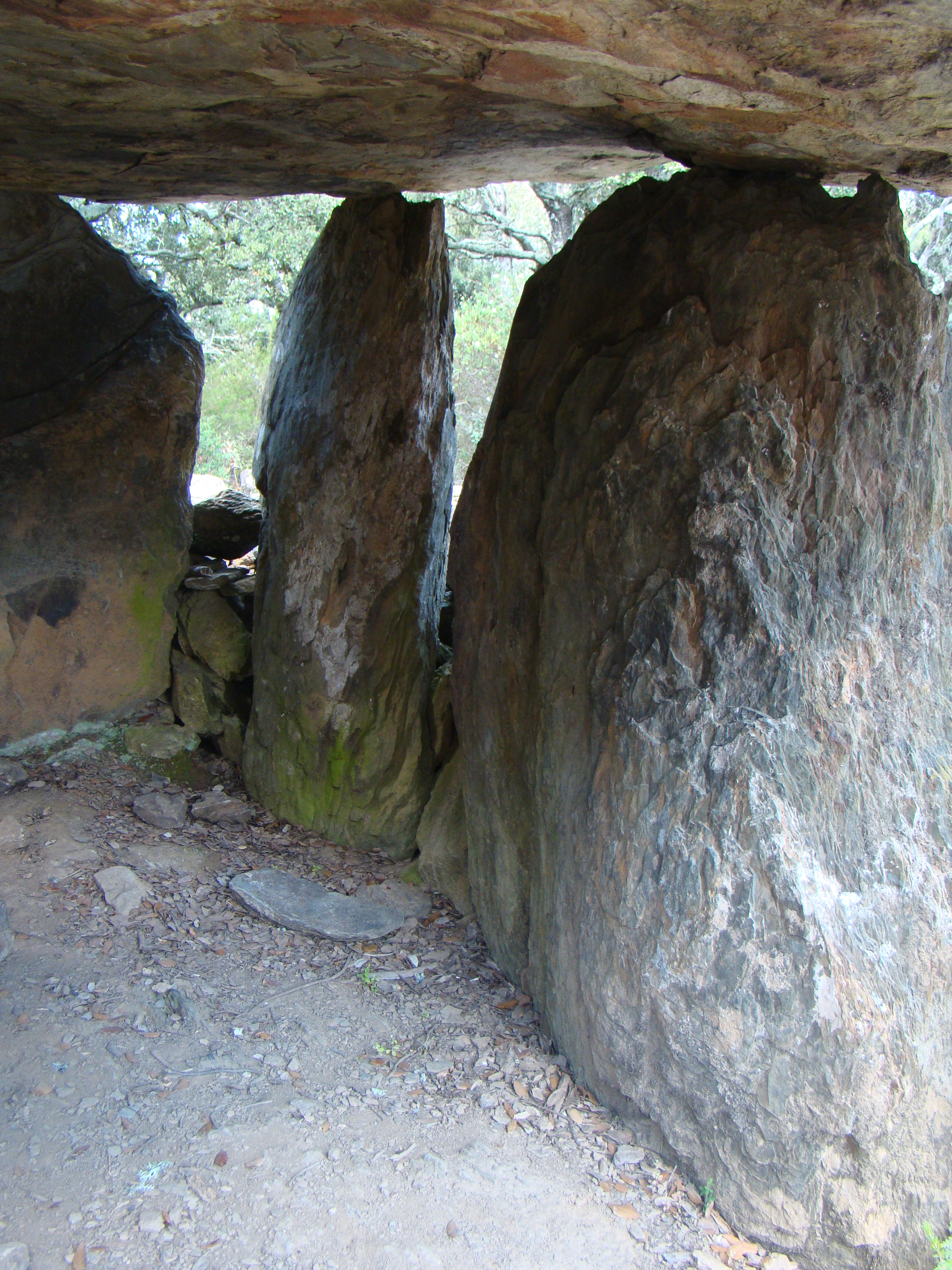
côté droite.
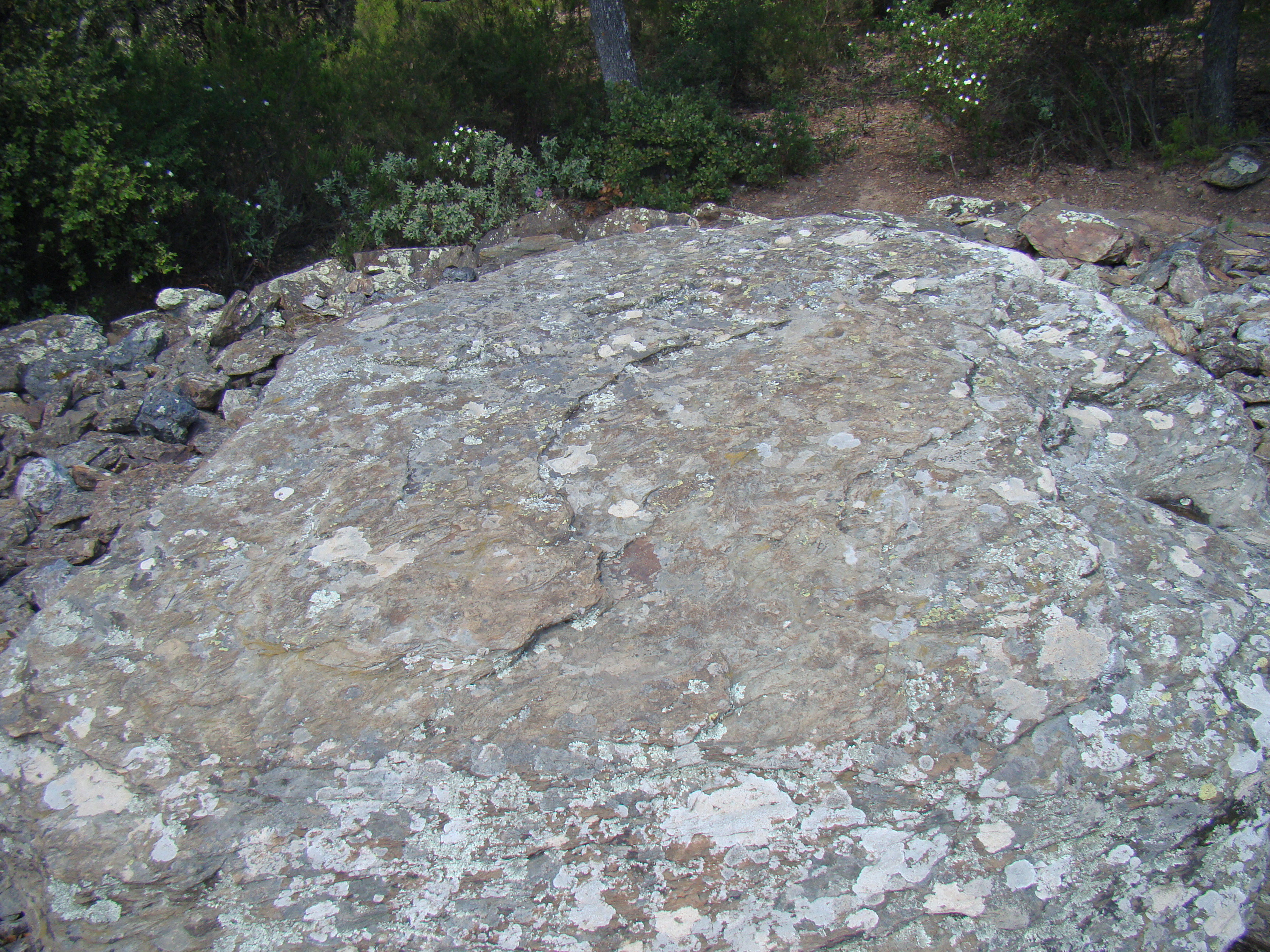
Dalle de couverture.

La dalle de couverture comporte de nombreuses gravures. Jean Abélanet a recensé au moins 82 cupules dont certaines sont reliées par de courts sillons également gravés dans la roche, ainsi que 34 croix. Deux gravures plus grandes que les autres se distinguent : une croix au centre de la dalle et un creux ovale près de son sommet. L'usage exact de ces gravures est inconnu.

## Matériel archéologique et datation
La chambre a été pillée dans des temps très anciens et le sol creusé au point de menacer la stabilité de l'édifice. Bocquenet  n' a découvert aucun mobilier dans la chambre. Le tumulus lui livre essentiellement des fragments d'objets de l'époque contemporaine ou non caractéristiques, avec également une dizaine de fragments de céramique campaniforme.
Pour Carreras et Tarrús, le dolmen du Coll de la Llosa fait probablement partie du groupe des dolmens à couloir anciens, avec chambres polygonales ou trapézoïdales, ce qui le daterait du IVe millénaire av. J.-C.. Selon Jean Guilaine, « rien ne s'oppose » à cette ancienneté remontant au IVe millénaire av. J.-C. pour des dolmens des Pyrénées-Orientales, mais la preuve archéologique n'en est pas faite. Selon l'archéologue et préhistorien Jean-Paul Demoule et ses collaborateurs, il serait relié à la culture néolithique du Chasséen méridional.